# 출세간
출세간(出世間, 산스크리트어: lokottara 로콧타라, 팔리어: lokuttara 로-꿋따라, 영어: supramundane)은 욕계 · 색계 · 무색계의 3계를 벗어난 것, 즉, 수다원(예류) · 사다함(일래) · 아나함(불환) · 아라한 · 보살(초지~십지) · 붓다의 무루의 마음을 말한다. 즉, 성자의 마음, 출세간의 마음, 즉, 진여의 무분별지, 대반야, 대보리를 말한다.
세(世)는 천류(遷流)를 뜻하고 간(間)은 간격(間隔) 즉 공간 또는 세계를 뜻한다. 따라서, 출세간은 생멸 변화하는 미혹한 세계를 벗어나 열반으로 들어가는 것, 즉 4성제의 멸제(열반 또는 열반의 세계)를 말하거나 또는 열반에 들어갈 수 있게 하는 길, 즉 4성제의 도제를 말한다. 4성제의 고제와 집제는 생멸 변화하는 미혹한 세계, 즉 세간(世間)에 속한다.
번뇌를 끓어야 열반에 들어갈 수 있고 번뇌는 오직 무루의 지혜에 의해서만 끊을 수 있으므로 실천적인 면에서 보면 출세간(出世間)은  무루(無漏)와 동의어이며 성자(聖者) 또는 성(聖: 성스러움)과 동의어이다.
출세간의 마음과 세간의 마음의 가장 큰 차이는 전자가 업을 쌓지 않음에 비해 후자는 업을 쌓는다는 것이다. 세간의 마음은 그 마음이 유익한(선한) 마음이면 유익한 업(선업)을 쌓아 현세와 내세에 마음에 드는 과보 즉 즐겁고 기쁜 과보 즉 후유(後有)를 낳는다, 그 마음이 해로운(불선한) 마음이면 해로운 업(악업)을 쌓아 현세와 내세에 마음에 들지 않는 과보 즉 괴롭고 우울한 과보 즉 후유를 낳는다. 출세간의 마음은 항상 선한 마음(유익한 마음)인데 이 마음은 세간 즉 3계의 선한 마음(유익한 마음)과는 달리 선업을 쌓지 않는다. 따라서 후유를 낳지 않는다. 즉, 선업을 쌓지 않고 선업에 비할 수 없는 출세간의 지혜, 즉, 대반야, 즉 진여의 무분별지가 더욱더 발현되게 하고, 무분별지와 함께하는 대자대비 즉 무분별지의 다른 면인 진정한 사랑이 더욱더 발현되게 한다.